# Richard Bong

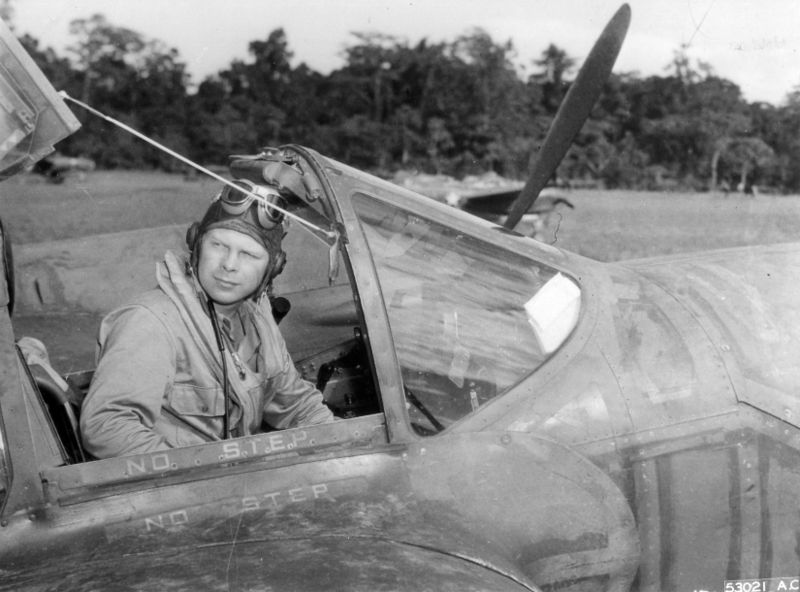
Richard Ira „Dick” Bong w P-38 Lightning

Richard Ira Bong, ps. Dick, Ace of Aces, Bing Bong (ur. 24 września 1920 w Superior w stanie Wisconsin, zm. 6 sierpnia 1945 w Los Angeles w stanie Kalifornia) – amerykański pilot myśliwski, major Sił Powietrznych Armii Stanów Zjednoczonych (USAAF), as myśliwski II wojny światowej.

## Życiorys
Urodził się 24 września 1920 na farmie Poplar w pobliżu miejscowości Superior w stanie Wisconsin w rodzinie szwedzkich emigrantów.
W 1938 rozpoczął naukę w szkole średniej w Superior, w trakcie której uczestniczył w kursach pilotów. Po ukończeniu w 1940 szkoły wstąpił do korpusu kadetów lotnictwa. W 1942 ukończył z wyróżnieniem szkołę pilotów otrzymując stopień podporucznika (Second Lieutenant). Następnie został skierowany na lotnisko Lake Field w stanie Arizona jako instruktor-pilot, a później na lotnisko Hamilton Field w stanie Kalifornia.
We wrześniu 1942 został pilotem w 9. Dywizjonie Myśliwskim (9 Dywizjon Latających Rycerzy – Flying Knights Squadron) 49. Grupy Myśliwskiej 5. Armii Powietrznej, walczącej w rejonie Nowej Gwinei. Walcząc w składzie tego dywizjonu odniósł 27 grudnia 1942 pierwsze zwycięstwa powietrzne, zestrzelił wtedy 2 samoloty japońskie. Do momentu wykonania w listopadzie 1943 pierwszej tury bojowej zestrzelił 21 samolotów japońskich.
Po przewie operacyjnej, w lutym 1944 wrócił do latania bojowego w rejonie południowego Pacyfiku, jako instruktor strzelania w Kwaterze Głównej 5. Armii Powietrznej. 12 kwietnia 1944 osiągnął 28 zwycięstwo powietrzne, tym samym przekroczył liczbę zwycięstw Edwarda Rickenbacker'a – amerykańskiego asa myśliwskiego z okresu I wojny światowej. W związku z tym wycofano go z latania bojowego i skierowano jako instruktora strzelania powietrznego w Szkole Pilotów Myśliwskich na terenie Stanów Zjednoczonych.
We wrześniu 1944 na własną prośbę skierowano go jako instruktora strzelenia powietrznego w Kwaterze Głównej 5. Armii Powietrznej. Jako instruktor zaczął latać bojowo i do grudnia 1944 zestrzelił 12 samolotów japońskich. Ostatnie zwycięstwo odniósł 17 grudnia 1944. Po czym został ostatecznie wycofany z lotów bojowych. Do tego momentu brał udział w 146 lotach bojowych i odniósł 40 zwycięstw indywidualnych (pierwszy na liście pilotów amerykańskich), latając na samolocie P-38 Lightning.
Po zakończeniu lotów bojowych początkowo był instruktorem w szkole pilotów, a następnie został pilotem doświadczalnym w firmie Lockheed, gdzie testował samolot odrzutowy Lockheed P-80 Shooting Star. 6 sierpnia 1945 w Los Angeles zginął w trakcie lądowania uszkodzonym samolotem P-80 Shooting Star na lotnisku Burbank.

## Awanse
- podporucznik (Second Lieutenant) – 9 stycznia 1942
- porucznik (First Lieutenant) – 29 marca 1943
- kapitan (Captain) – 24 sierpnia 1943
- major (Major) – 1944

## Odznaczenia
- United States Air Force Pilot Badge
- Medal Honoru (Medal of Honor, 1944)
- Krzyż za Wybitną Służbę (Distinguished Service Cross)
- Srebrna Gwiazda (Silver Star) – dwukrotnie
- Zaszczytny Krzyż Lotniczy (Distinguished Flying Cross) – siedmiokrotnie
- Medal Lotniczy (Air Medal) – czternastokrotnie
- Medal Amerykańskiej Służby Obronnej
- Medal Kampanii Amerykańskiej
- Medal Kampanii Azji-Pacyfiku
- Medal Zwycięstwa w II Wojnie Światowej